# Giusto di Canterbury
Giusto di Canterbury (Roma, VI secolo – Canterbury, 10 novembre 627) è stato un vescovo e santo italiano, benedettino; inviato nel 601 in Inghilterra come missionario dal papa Gregorio Magno su richiesta di sant'Agostino, primo arcivescovo di Canterbury; divenne vescovo ed è venerato come santo dalla Chiesa cattolica.

## Biografia
Nel 604 divenne primo vescovo di Rochester. Quando, dopo la morte di re Ethelbert del Kent, scoppiò una persecuzione contro i cristiani, si rifugiò in Gallia. Un anno dopo però fu rimesso nella sua carica, che tenne fino al 624, quando divenne il terzo arcivescovo di Canterbury, ricevendo il pallium da papa Bonifacio V. Come suo successore al vescovato di Rochester consacrò Romano.
Giusto è conosciuto per aver scritto ai cristiani britannici e irlandesi, chiedendo loro di conformarsi al rito della Chiesa cattolica, ma le sue epistole furono ampiamente ignorate. L'evento più importante del suo arcivescovato fu l'evangelizzazione della Northumbria. Paolino fu consacrato arcivescovo di York da Giusto e, nel giro di due anni, re Edwin fu battezzato con molti suoi sudditi in una piccola chiesa costruita a York, vicino all'odierna cattedrale.

## Genealogia episcopale e successione apostolica
La genealogia episcopale è:
- Arcivescovo Virgilio di Arles
- Arcivescovo Agostino di Canterbury
- Arcivescovo Giusto di Canterbury

La successione apostolica è:
- Vescovo Romano di Rochester (624)
- Arcivescovo Paolino di York (625)